# Gustav Eilers
Karl Gustav Adolf Eilers (* 28. Juli 1834 in Königsberg i. Pr.; † 27. Januar 1911 in Charlottenburg) war ein deutscher Kupferstecher, Radierer und Maler.

## Leben

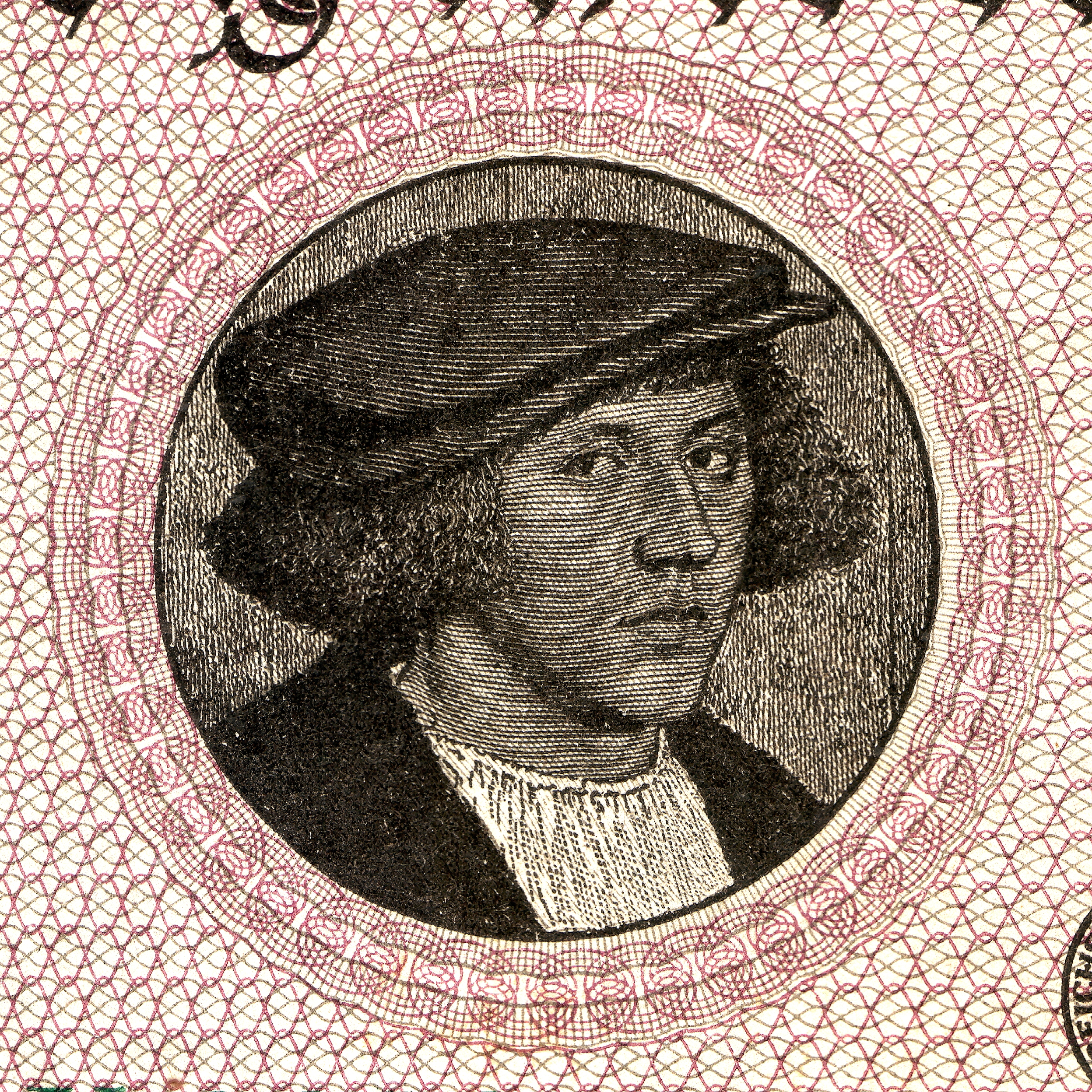
Porträt Gieses nach einem Kupferstich von Eilers auf einer 100.000 Mark Reichsbanknote von 1923

Eilers studierte zunächst an der Kunstakademie Königsberg bei Robert Trossin. Nach der Ausbildung stach er das Porträt des Akademiedirektors Ludwig Rosenfelder. Seit 1863 in Berlin, war er an der großen und kleinen Ausgabe der Stiche nach Wilhelm Kaulbachs Wandgemälden beteiligt. 1869 gründete er in Berlin ein eigenes Atelier. Am 26. Januar 1883 wurde er zum Mitglied der Königlichen Akademie der Künste zu Berlin gewählt, wo er am 25. Februar 1885 den Professorentitel verliehen bekam. 1885 gründete er den Verein für Original-Radirung in Berlin. Er gehörte der Hängekommission und der Jury der Großen Akademischen Kunstausstellung an und war als Gutachter tätig. Zudem war er Mitglied des Vereins Berliner Künstler.
Eilers erreichte eine bedeutende Höhe künstlerischen Nachempfindens in der Wiedergabe von Meisterwerken, zum Beispiel dem Zinsgroschen von Tizian und dem Kaufmann Giese von Hans Holbein dem Jüngeren. Die Heilige Cäcilie von Peter Paul Rubens war sein Hauptwerk.

## Ehrungen
- Mitglied der Königlichen Akademie der Künste zu Berlin (1883)
- Große goldene Medaille Brüssel 1878
- Kleine goldene Medaille Berlin 1886
- Große goldene Medaille Wien 1887

## Werke von Eilers
- Hochgebirge
- Ortler
- Adolph Menzel